# Евдокия Александровна
Евдокия Александровна (после 1239 — около 1262, Владимир) — одна из пятерых детей и единственная дочь князя Александра Невского и княгини Александры Брячиславны.

## Семья
Была замужем за Константином Ростиславичем, князем смоленским.

## Место захоронения
Сохранилось общее погребение Евдокии Александровны и её матери во владимирском Княгинином Успенском Пресвятой Богородицы женском монастыре.

## Святость
Прославлена в лике благоверных. Память 23 июня в Соборе Владимирских святых.